# Amphimallon
Genre
Amphimallon est un  genre d’insectes coléoptères de la famille des Scarabaeidae (anciennement des Melolonthidae) et de la sous-famille des Melolonthinae.

## Espèces et sous-espèces rencontrées en Europe
- Amphimallon altaicum (Mannerheim 1825)
- Amphimallon arianae (Fairmaire 1879)
- Amphimallon assimile (Herbst 1790)
- Amphimallon atrum (Herbst 1790)
- Amphimallon bruckii (Fairmaire 1879)
- Amphimallon burmeisteri Brenske 1886
- Amphimallon cantabricum Heyden 1870
- Amphimallon evorense Reitter 1913
- Amphimallon furvum Germar 1817
- Amphimallon fuscum (Scopoli 1786)
- Amphimallon gianfranceschii Luigioni 1931
- Amphimallon javeti (Stierlin 1864)
- Amphimallon jeannei (Baraud 1971)
- Amphimallon jenrichi (Reitter 1905)
- Amphimallon keithi Montreuil 2002
- Amphimallon krali Montreuil 2002
- Amphimallon lusitanicum (Gyllenhal 1817)
- Amphimallon maevae Montreuil 1999
- Amphimallon majale (Razoumowsky 1789)
- Amphimallon maniense Montreuil 2000
- Amphimallon menori Báguena 1955
- Amphimallon naceyroi Mulsant 1859
- Amphimallon nigripenne Reitter 1902
- Amphimallon nigrum Waltl 1835
  - Amphimallon nigrum ebeninum Baraud 1973
  - Amphimallon nigrum nigrum Waltl 1835
- Amphimallon occidentale Petrovitz 1964
- Amphimallon ochraceum (Knoch 1801)
- Amphimallon peropacum Reitter 1911
- Amphimallon pini (Olivier 1789)
- Amphimallon pseudomajale Sabatinelli 1976
- Amphimallon pygiale Mulsant 1846
- Amphimallon roris Baraud 1981
- Amphimallon ruficorne (Fabricius 1775)
- Amphimallon sainzi Graells 1852
- Amphimallon seidlitzi Brenske 1891
- Amphimallon solstitialis (Linnaeus 1758) - hanneton de la Saint-Jean
  - Amphimallon solstitialis dalmatinum Brenske 1894
  - Amphimallon solstitialis grossatum Reitter 1902
  - Amphimallon solstitialis matutinale Nonveiller 1963
  - Amphimallon solstitialis pictum Kraatz 1902
  - Amphimallon solstitialis setosum Brenske 1902
  - Amphimallon solstitialis solstitiale (Linnaeus 1758)
- Amphimallon spartanum Brenske 1884
- Amphimallon verticale (Burmeister 1855)
- Amphimallon vitalei Luigioni 1932
- Amphimallon vivesi Baraud 1967
- Amphimallon volgense (Fischer 1823)